# Aneflomorpha brevipila
Aneflomorpha brevipila är en skalbaggsart som beskrevs av Chemsak och Noguera 2005. Aneflomorpha brevipila ingår i släktet Aneflomorpha, och familjen långhorningar. Inga underarter finns listade i Catalogue of Life.